# 砂金效應
砂金效應是寶石學中在某些寶石中看見的光學反射效應。這種效應取決於礦物內無機物小片的方向，在瞬間產生造成金屬的光澤。這種小片太多時也會影響到物體的色澤。在耀石英（星彩石英，實際上是一種石英）鉻影響鉻雲母的綠色石頭，各種氧化鐵使石頭呈現紅色。
aventurine和aventurescence是從義大利文的"a ventura"引申出來的，意味著"偶然"。這是暗指18世紀發現金斑玻璃或砂金石是很偶然的。在發現耀石英和日長石之後，迄今砂金石仍以人工仿製生產。因為參雜有"硫酸銅"，砂金石有時會有淡淡的藍色。